# Kuşçulu, Görele
Kuşçulu là một xã thuộc huyện Görele, tỉnh Giresun, Thổ Nhĩ Kỳ. Dân số thời điểm năm 2011 là 264 người.